# Château de l'Hermitière
Le château de l'Hermitière est un édifice situé à Val-au-Perche, en France.

## Localisation
Le monument est situé dans le département français de l'Orne, à l'ouest du bourg de L'Hermitière, commune intégrée à la commune nouvelle de Val-au-Perche depuis 2016.

## Architecture
Les façades et les toitures, la cheminée du bureau, les grand et petit salons avec leur décor et les deux colombiers sont inscrits au titre des monuments historiques depuis le 25 février 1974. Les façades et les toitures des communs sont inscrites depuis 26 janvier 2001.

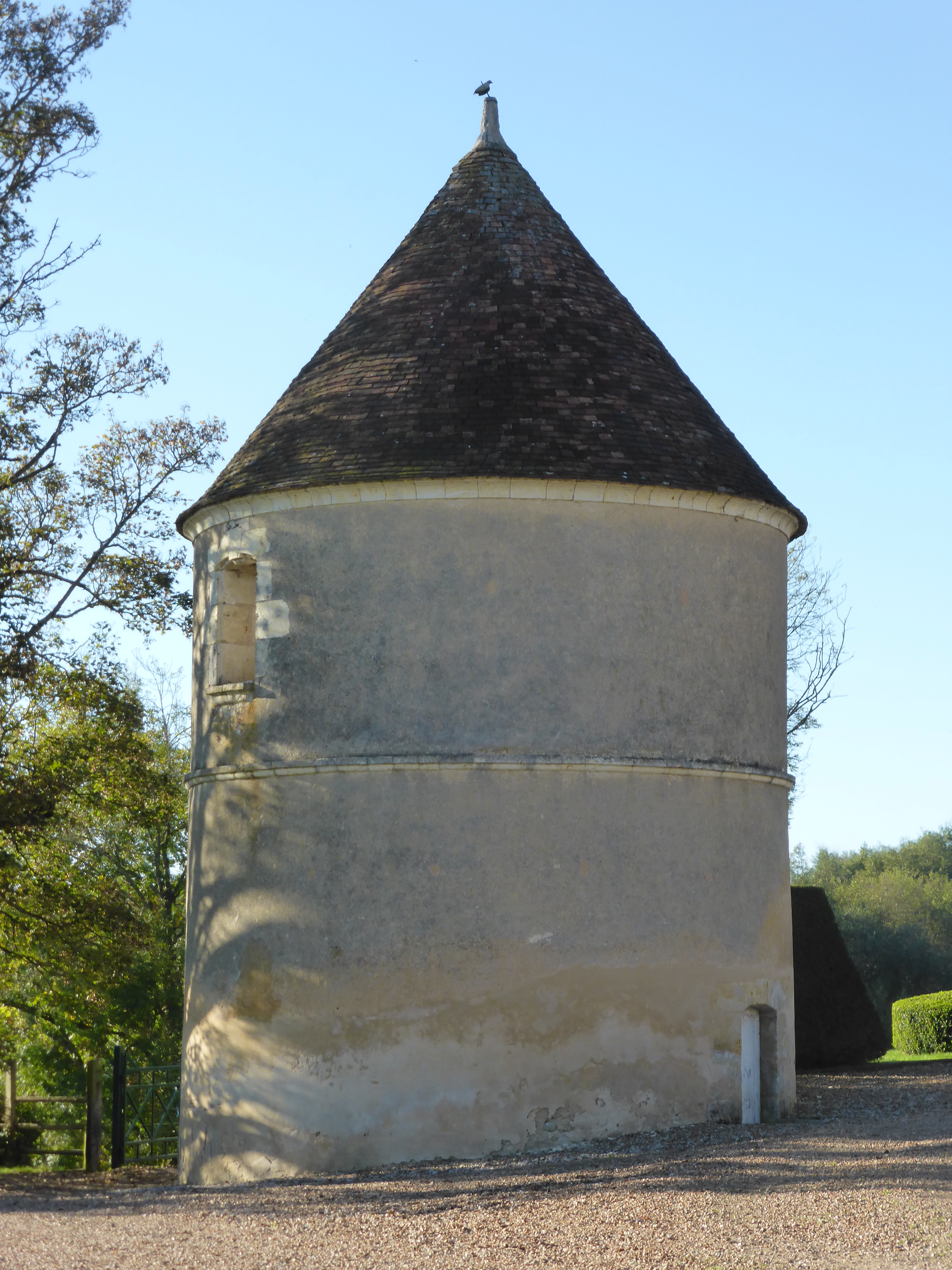
Un colombier.